# Singulární rozklad

Schéma singulárního rozkladu

Singulární rozklad (zkratkou SVD podle anglického názvu Singular Value Decomposition) matice je rozklad komplexní nebo reálné matice {\displaystyle \mathbf {M} } na maticový součin {\displaystyle \mathbf {U\Sigma V^{*}} }. Přitom {\displaystyle \mathbf {U} } je reálná nebo komplexní unitární matice o rozměrech {\displaystyle m\times m}, {\displaystyle \mathbf {V} } je reálná nebo komplexní unitární matice {\displaystyle n\times n} a {\displaystyle \mathbf {\Sigma } } je matice {\displaystyle m\times n} nulová až na případná nezáporná čísla na hlavní diagonále; čísla na její hlavní diagonále se označují jako singulární hodnoty matice {\displaystyle \mathbf {M} }. Hvězdička označuje konjugovanou matici, tedy transponovanou matici komplexně sdružených prvků. Požadujeme-li, jak je obvyklé, aby singulární hodnoty byly seřazeny sestupně, je matice {\displaystyle \mathbf {\Sigma } } určena jednoznačně, naopak matice {\displaystyle \mathbf {U} } a {\displaystyle \mathbf {V} } jednoznačné být nemusejí. Singulární rozklad vždy existuje a používá se k řadě teoretických i praktických účelů. Lze ho chápat také jako zobecnění Schurova rozkladu na matice obecného tvaru. Nevýhodou je, že výpočetní náročnost konstrukce singulárního rozkladu roste se třetí mocninou rozměru matic. O vypracování teorie singulárních hodnot se zasloužili matematici Eugenio Beltrami (1873), Camille Jordan (1874), James Joseph Sylvester (1889), Erhard Schmidt (1907), Émile Picard (1910) a Eckart a Young (1936). První algoritmus SVD rozkladu publikovali Gene H. Golub a William Kahan (1965), jeho vylepšenou a dodnes často používanou variantu uveřejnili Golub a Christian Reinsch (1970).
Geometricky existence singulárního rozkladu znamená, že každý lineární operátor mezi reálnými vektorovými prostory konečných dimenzí lze rozložit na rotaci vzorů (matice {\displaystyle \mathbf {V^{*}} }), vynásobení (části) rotovaných vektorů nezápornými koeficienty (singulárními hodnotami) a opětnou rotaci (případně rotaci kombinovanou se zrcadlením) v prostoru obrazů (matice {\displaystyle \mathbf {U} }). Anebo můžeme matice {\displaystyle \mathbf {U} } a {\displaystyle \mathbf {V} } interpretovat jako matice přechodu mezi bázemi a říci, že pro každý lineární operátor mezi reálnými konečněrozměrnými vektorovými prostory lze najít dvojici ortonormálních bází (v prostoru vzorů a v prostoru obrazů) tak, že daný operátor se v těchto bázích zapíše jako matice s nezápornými čísly na hlavní diagonále a nulami všude jinde, tj. i-tou složku vzoru v první bázi násobí i-tou singulární hodnotou, čímž získá i-tou složku zápisu obrazu ve druhé bázi.